# Lieja-Bastogne-Lieja 1912
La Lieja-Bastogne-Lieja 1912 fou la 7a edició de la clàssica ciclista Lieja-Bastogne-Lieja. Es va disputar el 15 de setembre de 1912 sobre un recorregut de 257 km i fou guanyada pel belga Omer Verschoore, que s'imposà a l'esprint al també belga Jacques Coomans. André Blaise finalitzà en tercera posició, a dos minuts i mig del vencedor. Aquesta edició va estar oberta a ciclistes professionals i independents.

## Resultats
|    | Ciclista              | Equip   | Temps      |
| -- | --------------------- | ------- | ---------- |
| 1  | Omer Verschoore (BEL) |         | 8h 35' 00" |
| 2  | Jacques Coomans (BEL) | Thomann | m. t.      |
| 3. | André Blaise (BEL)    |         | + 2' 30"   |
| 4  | François Dubois (BEL) |         | + 8' 00"   |
| 5  | Victor Fastre (BEL)   |         | + 10' 00"  |
| 6  | Louis Mottiat (BEL)   | Thomann | + 10' 00"  |
| 7  | Auguste Lambot (BEL)  |         | + 12' 00"  |
| 8  | Achille Depauw (BEL)  |         | + 16' 00"  |
| 9  | Louis Petitjean (BEL) |         | + 19' 00"  |
| 10 | Maurice Kreutz (BEL)  |         | + 45' 00"  |